# Новокаменский сельский совет (Каховский район)
Новокаменский сельский совет (укр. Новокам'янська сільська рада) — входит в состав
Каховского района
Херсонской области
Украины.
Административный центр сельского совета находится в 
с. Чернянка.

## Населённые пункты совета
- с. Новокаменка